# Convoi no 2 du 11 août 1942
Le convoi du 11 août 1942 fut le deuxième convoi de déportation à quitter le territoire belge en direction d'Auschwitz-Birkenau,.
Le train comportait 999 déportés dont 147 enfants de moins de seize ans. Après un trajet de deux jours, la moitié fut gazée le jour même de l'arrivée. Le deuxième convoi comportait un contingent de Juifs (24) provenant de Liège dont Walter Heiber qui étudiait pour devenir instituteur
Seules trois personnes survécurent. Cécile Herskovicova qui survécu à une marche de la mort vers Ravensbrück, Bruchla Zelda Mechlovits qui survécut à une marche de la mort vers Mauthausen et Paul Meyer, qui est libéré à 62 ans après trois années de captivité. Il meurt peu de temps après son retour en Belgique.